# Sindrome coprinica
La sindrome coprinica è determinata dal consumo dei funghi Coprinus atramentarius (fungo dell'inchiostro) e Coprinellus micaceus, ed alcune specie di altri generi, unitamente a bevande alcoliche.
Questo perché, quando vengono ingeriti assieme ad alcolici, la coprina (una molecola in essi contenuta) dà luogo alla sintesi di un metabolita (1-aminociclopropanolo) che blocca la degradazione dell'alcol stesso. 
In tal modo l'acetaldeide (tossica), metabolita dell'etanolo, non si converte più in acetato e si accumula nel flusso ematico e nel fegato, causando una serie di sintomi a carico dell'apparato cardiocircolatorio, dalla vasodilatazione al consequenziale arrossamento facciale, dalla tachicardia all'ipotensione arteriosa, dalla cefalea ad uno stato di febbre con tremori e sudorazione accentuata.
Detta sindrome non ha comunque esito letale, ma può comportare gravi rischi in soggetti come cardiopatici o simili. Lo stato di malessere può durare per qualche ora in assenza di ulteriore consumo di bevande alcoliche.

## Rimedi
Se i sintomi dovessero persistere, si consiglia di assumere "amine pressorie", ad esempio metaraminolo oppure noradrenalina.

## Specie responsabili
- Boletus luridus
- Coprinus atramentarius
- Coprinus comatus
- Coprinellus micaceus
- Coprinus picaceus
- Laetiporus sulphureus